# Grand Prix automobile du Mexique 1965
GP précédent GP suivant
Le Grand Prix du Mexique 1965 (IV° Gran Premio de Mexico), disputé sur le circuit de Mexico le 24 octobre 1965, est la cent-quarante-et-unième épreuve du championnat du monde de Formule 1 courue depuis 1950 et la dixième et dernière manche du championnat 1965.

## Contexte avant la course

### Le championnat du monde
Depuis 1961, la Formule 1 suit la réglementation 1 500 cm3 (dérivée de l'ancienne Formule 2 de la période 1957 à 1960). Initialement prévue pour une période de trois ans, la formule a été prolongée de deux années supplémentaires par la Commission sportive internationale, garantissant la stabilité technique jusqu'à fin 1965, alors que la saison 1966 inaugurera la Formule 1 «3 litres». La réglementation s'appuie sur les points suivants :
- interdiction des moteurs suralimentés
- cylindrée minimale : 1 300 cm3
- cylindrée maximale : 1 500 cm3
- poids minimal : 450 kg (à sec)
- double circuit de freinage obligatoire
- arceau de sécurité obligatoire (le haut du cerceau devant dépasser le casque du pilote)
- démarreur de bord obligatoire
- carburant commercial
- ravitaillement en huile interdit durant la course

Dernière manche du calendrier du championnat du monde, le Grand Prix du Mexique est donc la dernière manche mondiale disputée sous la réglementation «1,5 litre», l'ultime course sous cette formule étant prévue en décembre à Kyalami, hors championnat. Le titre mondial étant, depuis le Grand Prix d'Allemagne, acquis à Jim Clark, qui au volant de sa Lotus a outrageusement dominé la saison, la plupart des équipes sont déjà focalisées sur la mise au point de leurs futures monoplaces. Honda a cependant mis un point d'honneur à terminer brillamment l'année et a particulièrement soigné la préparation de l'épreuve mexicaine, avec trois journées d'entraînement prévues avant que ne commencent les essais officiels.

### Le circuit

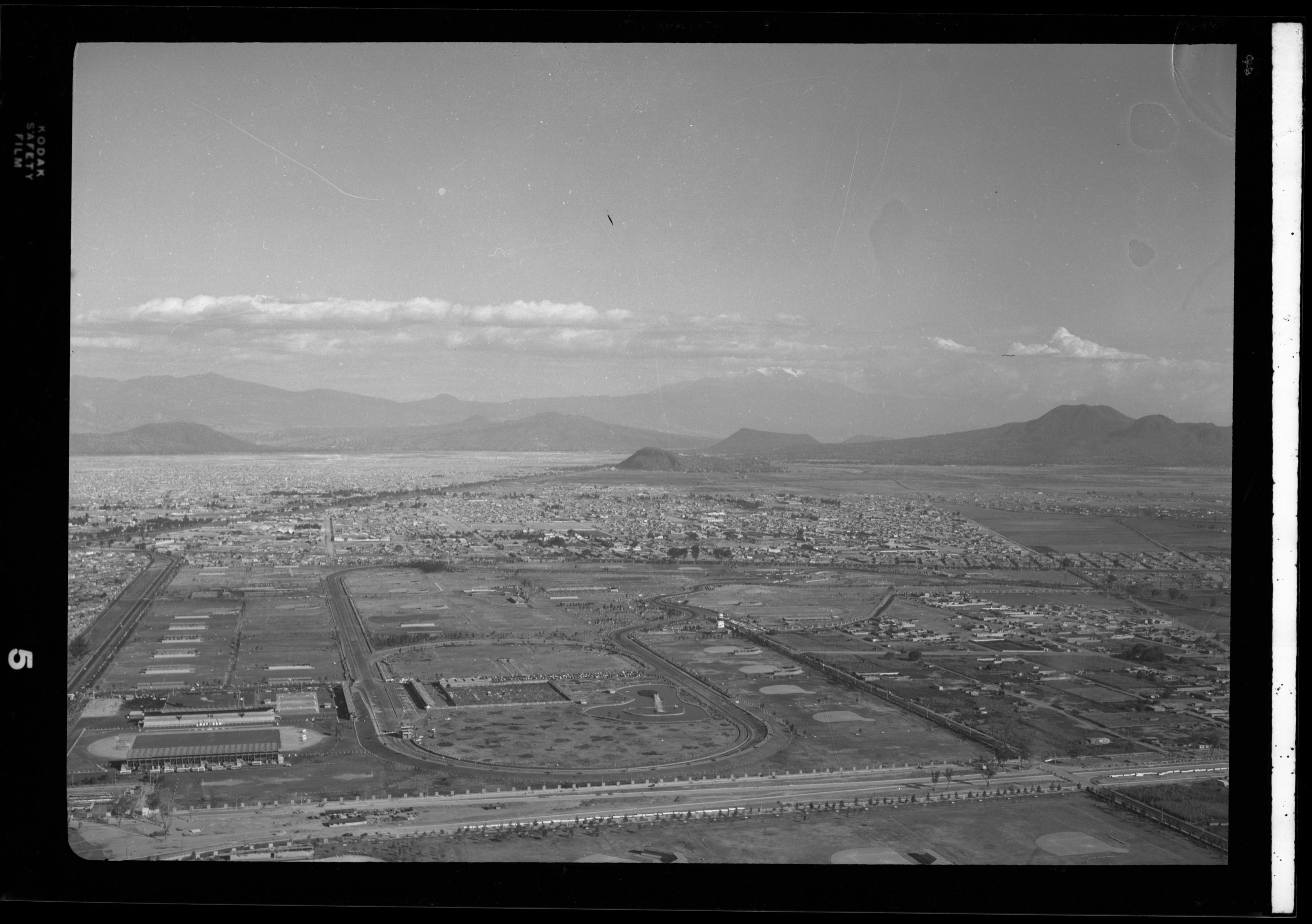
Le circuit Magdalena Mixhuca, dans la banlieue sud-est de Mexico.

Achevé en 1959, le très moderne circuit Magdalena Mixhuca est tracé dans la banlieue sud-est de Mexico. Comprenant d'immenses tribunes couvertes et doté de grands stands faisant office de garages, il est composé d'un circuit routier et d'un anneau de vitesse. Le tracé retenu pour les Grands Prix développe cinq kilomètres et emprunte une partie de l'ovale, la «Peraltada». L'altitude élevée (2 285 mètres) pénalise les moteurs, la perte de puissance étant de l'ordre de quinze pour cent par rapport à celle mesurée au niveau de la mer. Depuis l'édition 1963 du Grand Prix, Jim Clark détient le record officiel de la piste, ayant réalisé en course un tour à 152,4 km/h de moyenne au volant de sa Lotus.

## Monoplaces en lice
Note : les puissances des moteur, basées sur les mesures des bancs d'essais, sont données à titre indicatif : en raison de l'altitude élevée, les puissances disponibles sur le circuit de Mexico sont inférieures à celles indiquées.
- Ferrari 1512 "Usine"

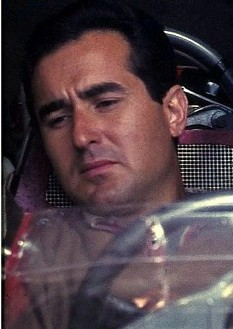
John Surtees étant blessé, Lorenzo Bandini assume désormais le rôle de premier pilote au sein de la Scuderia Ferrari.

En l'absence de son premier pilote John Surtees, toujours indisponible après son accident le mois précédent aux essais du Grand Prix du Canada, à Mosport, la Scuderia Ferrari aligne trois Ferrari 1512 pour Lorenzo Bandini, Ludovico Scarfiotti et Pedro Rodríguez, ce dernier courant sous les couleurs du NART. Ces monoplaces à structure monocoque sont dotées d'un moteur à douze cylindres à plat alimenté par un système d'injection indirecte Lucas délivrant 220 chevaux à 11500 tr/min. Equipées d'une boîte cinq vitesses longitudinale et de freins à disques Dunlop (montés dans les roues à l'avant et «inboard» à l'arrière), elles pèsent 475 kg à vide. L'écurie italienne est sous contrat avec Dunlop pour la monte de pneumatiques mais cette clause ne touche pas la voiture engagée par le NART, sur laquelle pourront être testés les pneus Firestone habituellement utilisés aux 500 miles d'Indianapolis.
- BRM P261 "Usine"

La British Racing Motors a préparé trois P261, Graham Hill et Jackie Stewart pilotant leurs monoplaces habituelles tandis que la troisième voiture fait office de mulet. Les BRM ont une structure monocoque et sont motorisées par un V8 à injection indirecte Lucas d'une puissance de 210 chevaux à 11000 tr/min. Elles pèsent 460 kg à vide. La transmission est assurée par une boîte de vitesses à six rapports, conçue et réalisée en interne. Jantes et pneus sont fournies par Dunlop.
- Lotus 25 & 33 "Usine"

Au côté de Jim Clark et de Mike Spence qui disposent de Lotus 33, Moisés Solana s'est une nouvelle fois vu confier l'habituelle voiture de réserve du Team Lotus, une 25C datant de 1963 mais bénéficiant cependant de toutes les améliorations techniques de la 33 (suspensions affinées, capot arrière profilé), les trois monoplaces engagées semblant identiques. Dotées d'une structure monocoque, elles sont équipées d'un moteur V8 Climax FWMV à injection indirecte Lucas, accouplé à une boîte de vitesses ZF à cinq rapports. Clark dispose d'une version 32 soupapes (MkIV) du V8 (213 chevaux à 10500 tr/min), Spence et Solana d'une version MkIII à 16 soupapes (205 chevaux à 9600 tr/min). Les Lotus pèsent 455 kg à vide et utilisent des pneus Dunlop.
- Lotus 25 & 33 privées

Tim Parnell engage une Lotus 25C pour Richard Attwood et une Lotus 33 pour Innes Ireland, toutes deux à moteur V8 BRM (d'une puissance maximale d'environ 200 chevaux). Elles sont équipées d'une boîte de vitesses Hewland à cinq rapports et de pneumatiques Dunlop.
- Brabham BT11 "Usine"

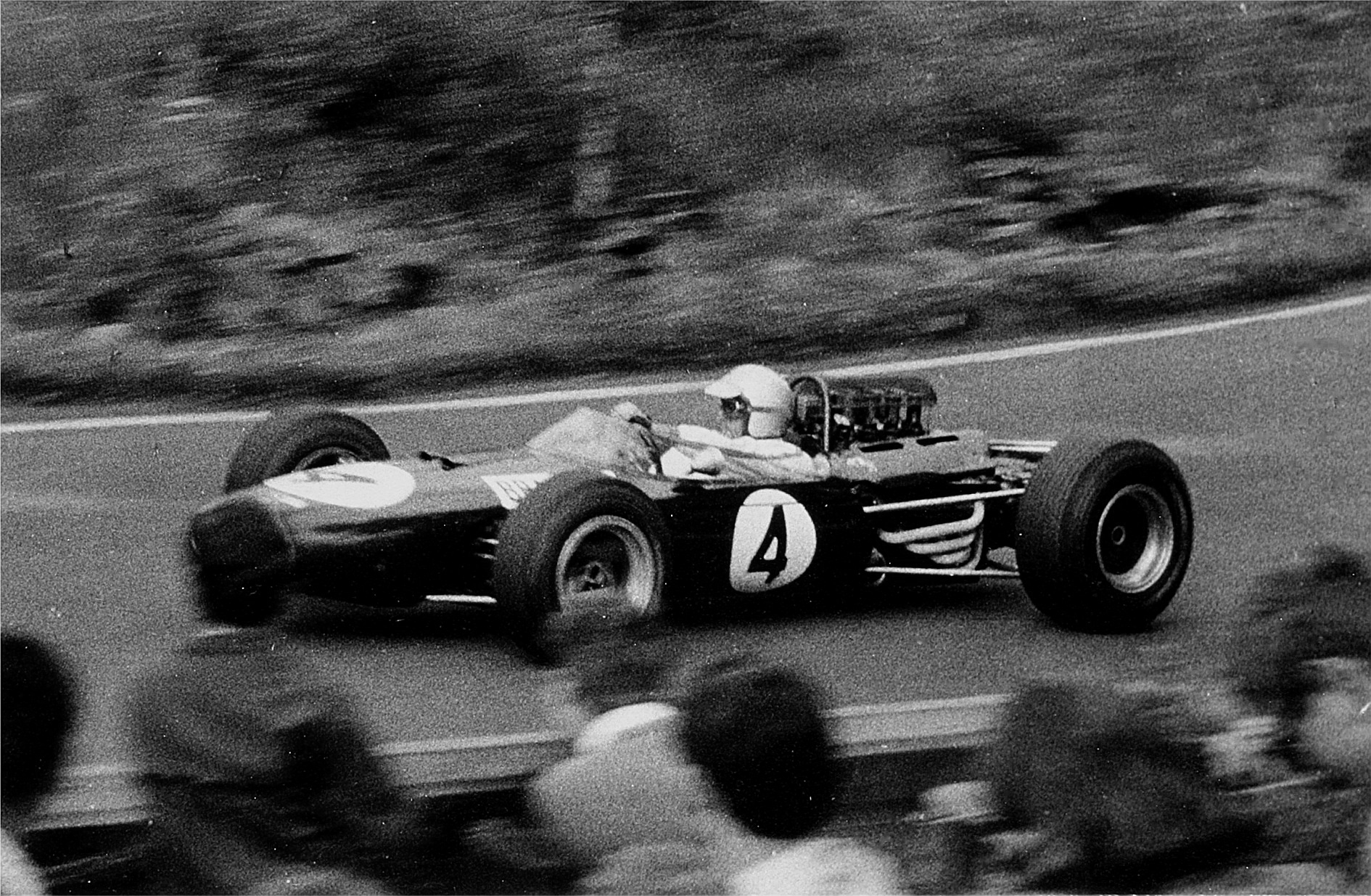
La Brabham BT11 de Jack Brabham.

Après les nombreux déboires rencontrés avec le V8 Climax 32 soupapes, Jack Brabham a définitivement renoncé à l'utiliser et les BT11 du pilote-constructeur et de son coéquipier Dan Gurney sont toutes deux équipées d'une version 16 soupapes du V8. Ces monoplaces à châssis multitubulaire ont une boîte cinq vitesses Hewland et pèsent 460 kg à vide. Depuis le début de saison, l'écurie est sous contrat avec le manufacturier de pneumatiques Goodyear.
- Brabham privées

Au sein du Rob Walker Racing Team, Joakim Bonnier dispose de son habituelle Brabham BT7 à moteur V8 Climax et Joseph Siffert de sa BT11 à moteur V8 BRM, les deux monoplaces utilisant une boîte six vitesses Colotti et des pneus Dunlop.
- Cooper T77 "Usine"

John Cooper engage deux T77 à moteur V8 Climax MkIII pour Bruce McLaren (qui après de nombreuses années de coopération dispute sa dernière course pour l'équipe) et Jochen Rindt. La boîte six vitesses de ces monoplaces à châssis multitubulaire a été conçue et réalisée dans les ateliers du constructeur de Surbiton. Les Cooper pèsent 460 kg à vide et sont chaussées de pneus Dunlop.
- Honda RA272 "Usine"

Le constructeur japonais aligne deux RA272 pour Richie Ginther et Ronnie Bucknum. Pesant 480 kg, ces monoplaces à structure monocoque sont les plus lourdes du plateau mais aussi les plus puissantes, leur moteur V12 à 48 soupapes, alimenté par un système d'injection intégré dans les tubulures, délivrant plus de 230 chevaux à 12000 tr/min. Elles sont équipées d'une boîte de vitesses ZF à six rapports et sont chaussées, tout comme les Brabham, de pneus Goodyear.

## Coureurs inscrits
| no | Pilote                      | Écurie                      | Constructeur | Modèle       | N° châssis          | Moteur                                                     | Pneumatiques |
| -- | --------------------------- | --------------------------- | ------------ | ------------ | ------------------- | ---------------------------------------------------------- | ------------ |
| 1  | John Surtees                | SpA Ferrari SEFAC           | Ferrari      | Ferrari 1512 | 1512/0008           | Ferrari 207 F12                                            | D            |
| 2  | Lorenzo Bandini             | SpA Ferrari SEFAC           | Ferrari      | Ferrari 1512 | 1512/0009           | Ferrari 207 F12                                            | D            |
| 3  | Graham Hill                 | Owen Racing Organisation    | BRM          | BRM P261     | 2616                | BRM P60 V8                                                 | D            |
| T  | Graham Hill                 | Owen Racing Organisation    | BRM          | BRM P261     | 2615                | BRM P60 V8                                                 | D            |
| 4  | Jackie Stewart              | Owen Racing Organisation    | BRM          | BRM P261     | 2617 2615           | BRM P60 V8 BRM P60 V8                                      | D            |
| 5  | Jim Clark                   | Team Lotus                  | Lotus        | Lotus 33     | 33 R11              | Coventry Climax FWMV MkIV V8 Coventry Climax FWMV MkIII V8 | D            |
| 6  | Mike Spence                 | Team Lotus                  | Lotus        | Lotus 33     | 33 R9               | Coventry Climax FWMV MkIII V8                              | D            |
| 7  | Jack Brabham                | Brabham Racing Organisation | Brabham      | Brabham BT11 | F1-1-64             | Coventry Climax FWMV MkIII V8                              | G            |
| 8  | Dan Gurney                  | Brabham Racing Organisation | Brabham      | Brabham BT11 | F1-2-64             | Coventry Climax FWMV MkIII V8                              | G            |
| 9  | Bruce McLaren               | Cooper Car Company          | Cooper       | Cooper T77   | F1-2-65             | Coventry Climax FWMV MkIII V8                              | D            |
| 10 | Jochen Rindt                | Cooper Car Company          | Cooper       | Cooper T77   | F1-1-65             | Coventry Climax FWMV MkIII V8                              | D            |
| 11 | Richie Ginther              | Honda R&D Company           | Honda        | Honda RA272  | 272-2 272-3         | Honda RA272E V12 Honda RA272E V12                          | G            |
| 12 | Ronnie Bucknum              | Honda R&D Company           | Honda        | Honda RA272  | 272-3               | Honda RA272E V12 Honda RA272E V12                          | G            |
| 14 | Pedro Rodríguez             | North American Racing Team  | Ferrari      | Ferrari 1512 | 1512/0007 1512/0008 | Ferrari 207 F12 Ferrari 207 F12                            | F D          |
| 15 | Joakim Bonnier              | Rob Walker Racing Team      | Brabham      | Brabham BT7  | F1-2-63             | Coventry Climax FWMV MkII V8                               | D            |
| 16 | Joseph Siffert              | Rob Walker Racing Team      | Brabham      | Brabham BT11 | F1-6-64             | BRM P56 V8                                                 | D            |
| 18 | Moisés Solana               | Team Lotus                  | Lotus        | Lotus 25C    | 25 R6               | Coventry Climax FWMV MkIII V8                              | D            |
| 21 | Richard Attwood             | Reg Parnell Racing          | Lotus        | Lotus 25C    | 25 R3               | BRM P56 V8                                                 | D            |
| 22 | Innes Ireland Bob Bondurant | Reg Parnell Racing          | Lotus        | Lotus 33     | 33 R13              | BRM P56 V8                                                 | D            |
| 24 | Ludovico Scarfiotti         | SpA Ferrari SEFAC           | Ferrari      | Ferrari 1512 | 1512/0008           | Ferrari 207 F12                                            | D            |

## Qualifications
Deux séances qualificatives de quatre heures chacune sont prévues, les vendredi et samedi précédant la course.

### Première séance - vendredi 22 octobre
Il fait beau, avec une légère brise, lorsque commencent les essais officiels, le vendredi à treize heures. Mettant à profit leurs trois matinées d'entraînement, Richie Ginther et Ronnie Bucknum se montrent d'emblée très à l'aise au volant des Honda. C'est cependant Dan Gurney, sur sa Brabham, qui va être le premier à tourner sous la barre des deux minutes au tour, bientôt imité par Ginther et Graham Hill (sur BRM). Empruntant ensuite la voiture de son coéquipier Bucknum, Ginther va constamment figurer parmi les meilleurs, bouclant son meilleur tour à 154,5 km/h de moyenne. Sur sa propre voiture, Jim Clark n'a pas réussi à faire mieux avant que son moteur n'explose mais le champion du monde, empruntant en fin de séance la Lotus de son coéquipier Mike Spence, réussit à tourner à 154,8 km/h de moyenne. C'est finalement Gurney qui aura le dernier mot, battant de deux centièmes de seconde le temps de Clark. Alors qu'il testait les pneus Firestone, Pedro Rodríguez, surpris par la rupture soudaine d'un porte-moyeu avant, a accidenté la Ferrari du NART ; il s'était jusqu'alors montré le plus rapide des pilotes Ferrari, mais a dû mettre prématurément fin à ses essais. Arrivé tardivement sur le circuit, Jack Brabham a très peu tourné mais a néanmoins réalisé le cinquième temps, derrière Gurney, Clark, Ginther et Bucknum. Hill, qui n'est pas parvenu à corriger totalement la tendance sous-vireuse de sa monoplace, est sixième alors que son coéquipier Jackie Stewart a cassé un boulon de bielle sur sa voiture et a dû se rabattre sur le mulet n'apparaît qu'au douzième rang.

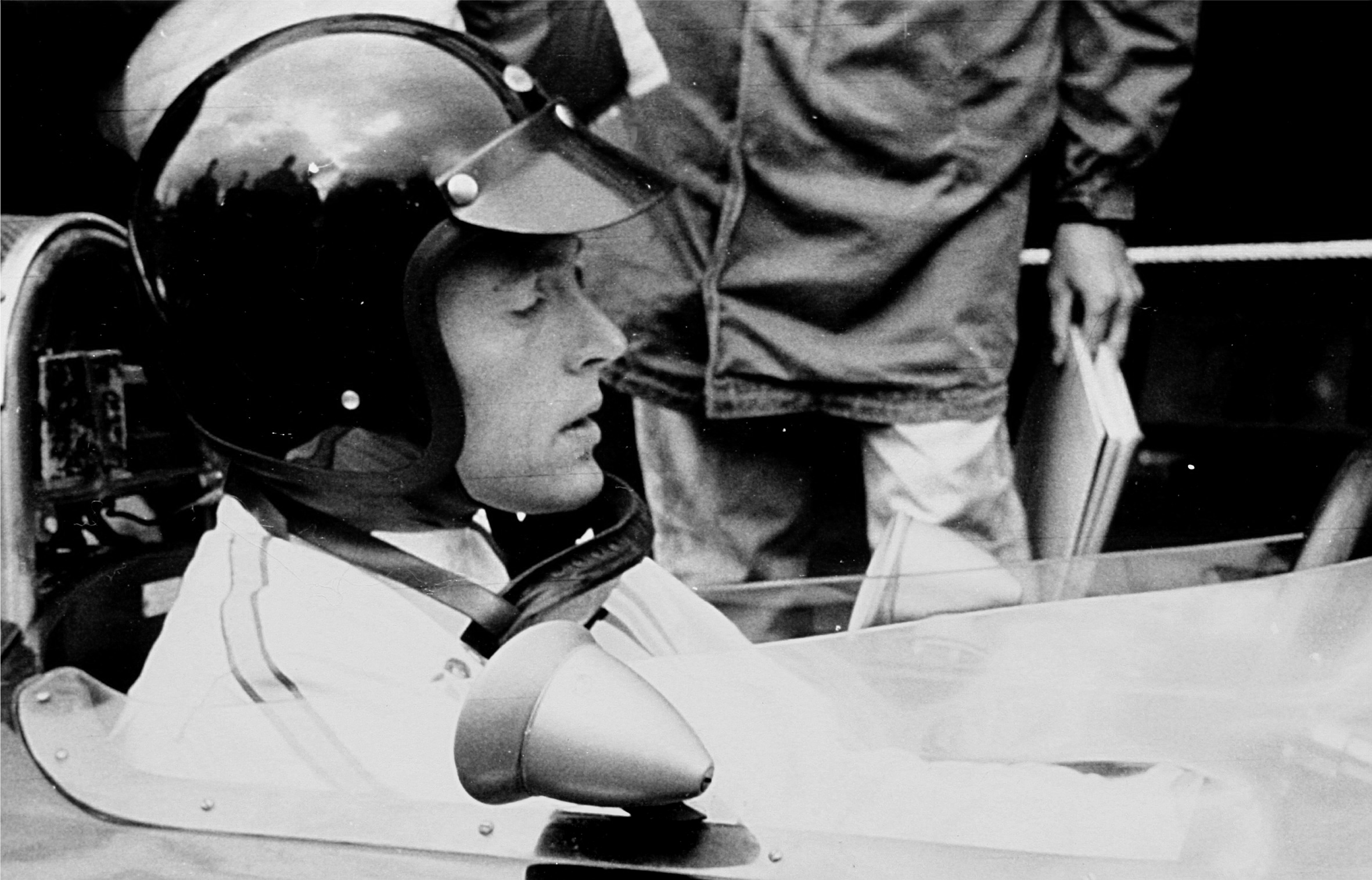
Au volant de sa Brabham, Dan Gurney s'est montré le plus rapide lors de la première séance qualificative.

| Pos. | Pilote              | Écurie         | Temps         | Écart     |
| ---- | ------------------- | -------------- | ------------- | --------- |
| 1    | Dan Gurney          | Brabham-Climax | 1 min 56 s 24 |           |
| 2    | Jim Clark           | Lotus-Climax   | 1 min 56 s 26 | + 0 s 02  |
| 3    | Richie Ginther      | Honda          | 1 min 56 s 48 | + 0 s 24  |
| 4    | Ronnie Bucknum      | Honda          | 1 min 56 s 77 | + 0 s 53  |
| 5    | Jack Brabham        | Brabham-Climax | 1 min 56 s 78 | + 0 s 54  |
| 6    | Graham Hill         | BRM            | 1 min 57 s 06 | + 0 s 82  |
| 7    | Mike Spence         | Lotus-Climax   | 1 min 57 s 22 | + 0 s 98  |
| 8    | Lorenzo Bandini     | Ferrari        | 1 min 57 s 71 | + 1 s 47  |
| 9    | Moisés Solana       | Lotus-Climax   | 1 min 57 s 72 | + 1 s 48  |
| 10   | Joseph Siffert      | Brabham-BRM    | 1 min 57 s 94 | + 1 s 70  |
| 11   | Joakim Bonnier      | Brabham-Climax | 1 min 58 s 22 | + 1 s 98  |
| 12   | Jackie Stewart      | BRM            | 1 min 58 s 70 | + 2 s 46  |
| 13   | Pedro Rodríguez     | Ferrari        | 1 min 59 s 06 | + 2 s 82  |
| 14   | Jochen Rindt        | Cooper-Climax  | 2 min 00 s 05 | + 3 s 81  |
| 15   | Bruce McLaren       | Cooper-Climax  | 2 min 00 s 60 | + 4 s 36  |
| 16   | Ludovico Scarfiotti | Ferrari        | 2 min 01 s 84 | + 5 s 60  |
| 17   | Innes Ireland       | Lotus-BRM      | 2 min 02 s 36 | + 6 s 12  |
| 18   | Richard Attwood     | Lotus-BRM      | 2 min 25 s 07 | + 28 s 83 |

### Deuxième séance - samedi 23 octobre
Il fait un peu plus chaud que la veille lorsque commence la deuxième session qualificative. Coincés dans un bouchon alors qu'ils se rendaient sur le circuit, Bruce McLaren et Jochen Rindt (de l'équipe Cooper) ainsi que Richard Attwood et Innes Ireland (Reg Parnell Racing) vont manquer la première heure des essais. Très en colère contre ses pilotes, Tim Parnell va faire tourner Bob Bondurant sur la monoplace d'Ireland pour roder le moteur qui vient d'être remplacé. L'explication est vive lorsque ses pilotes rejoignent enfin les stands et Ireland sera viré sur le champ, Bondurant se voyant attribuer le volant de la Lotus-BRM pour la course ! Son moteur 32 soupapes n'ayant pu être réparé, on a monté une version 16 soupapes du V8 Climax sur la voiture de Clark. C'est son coéquipier Spence qui va se montrer le plus rapide en début de séance, mais à cause de la température plus élevée peu de pilotes vont être en mesure d'améliorer les temps réalisés le vendredi. Ayant heurté le rail de sécurité et endommagé sa Ferrari la veille, Lorenzo Bandini va toutefois améliorer sa position sur la grille, tout comme Stewart qui dispose d'un moteur neuf. La Ferrari de Rodríguez n'étant pas réparable, celle de Ludovico Scarfiotti lui a finalement été confiée, le pilote italien se retrouvant sans volant pour la course. Ayant soigneusement rodé son nouveau V8, Clark va accomplir une série de tours très rapides durant la dernière demi-heure, s'octroyant finalement la pole position à près de 155 km/h de moyenne, reléguant Gurney à l'extérieur de la première ligne. Comme la veille, les pilotes Honda se sont relayé au volant des deux monoplaces disponibles ; celle initialement attribuée à Bucknum s'avérant plus performante, Ginther (premier pilote) la choisit pour disputer la course. Bucknum, qui avait à son volant réalisé le quatrième temps le vendredi, se voit ainsi relégué de la deuxième à la cinquième ligne, s'étant montré une seconde plus lent avec l'autre voiture.
| Pos. | Pilote              | Écurie         | Temps         | Écart    |
| ---- | ------------------- | -------------- | ------------- | -------- |
| 1    | Jim Clark           | Lotus-Climax   | 1 min 56 s 17 |          |
| 2    | Richie Ginther      | Honda          | 1 min 56 s 52 | + 0 s 35 |
| 3    | Dan Gurney          | Brabham-Climax | 1 min 56 s 98 | + 0 s 81 |
| 4    | Lorenzo Bandini     | Ferrari        | 1 min 57 s 31 | + 1 s 14 |
| 5    | Jackie Stewart      | BRM            | 1 min 57 s 53 | + 1 s 36 |
| 6    | Mike Spence         | Lotus-Climax   | 1 min 57 s 55 | + 1 s 38 |
| 7    | Moisés Solana       | Lotus-Climax   | 1 min 57 s 55 | + 1 s 38 |
| 8    | Jack Brabham        | Brabham-Climax | 1 min 57 s 76 | + 1 s 59 |
| 9    | Ronnie Bucknum      | Honda          | 1 min 57 s 93 | + 1 s 76 |
| 10   | Joseph Siffert      | Brabham-BRM    | 1 min 57 s 98 | + 1 s 81 |
| 11   | Graham Hill         | BRM            | 1 min 58 s 01 | + 1 s 84 |
| 12   | Ludovico Scarfiotti | Ferrari        | 1 min 58 s 93 | + 2 s 76 |
| 13   | Pedro Rodríguez     | Ferrari        | 1 min 59 s 06 | + 2 s 89 |
| 14   | Bruce McLaren       | Cooper-Climax  | 1 min 59 s 15 | + 2 s 98 |
| 15   | Joakim Bonnier      | Brabham-Climax | 1 min 59 s 24 | + 3 s 07 |
| 16   | Jochen Rindt        | Cooper-Climax  | 1 min 59 s 30 | + 3 s 13 |
| 17   | Richard Attwood     | Lotus-BRM      | 2 min 00 s 61 | + 4 s 44 |
| 18   | Bob Bondurant       | Lotus-BRM      | 2 min 00 s 80 | + 4 s 63 |

### Tableau final des qualifications

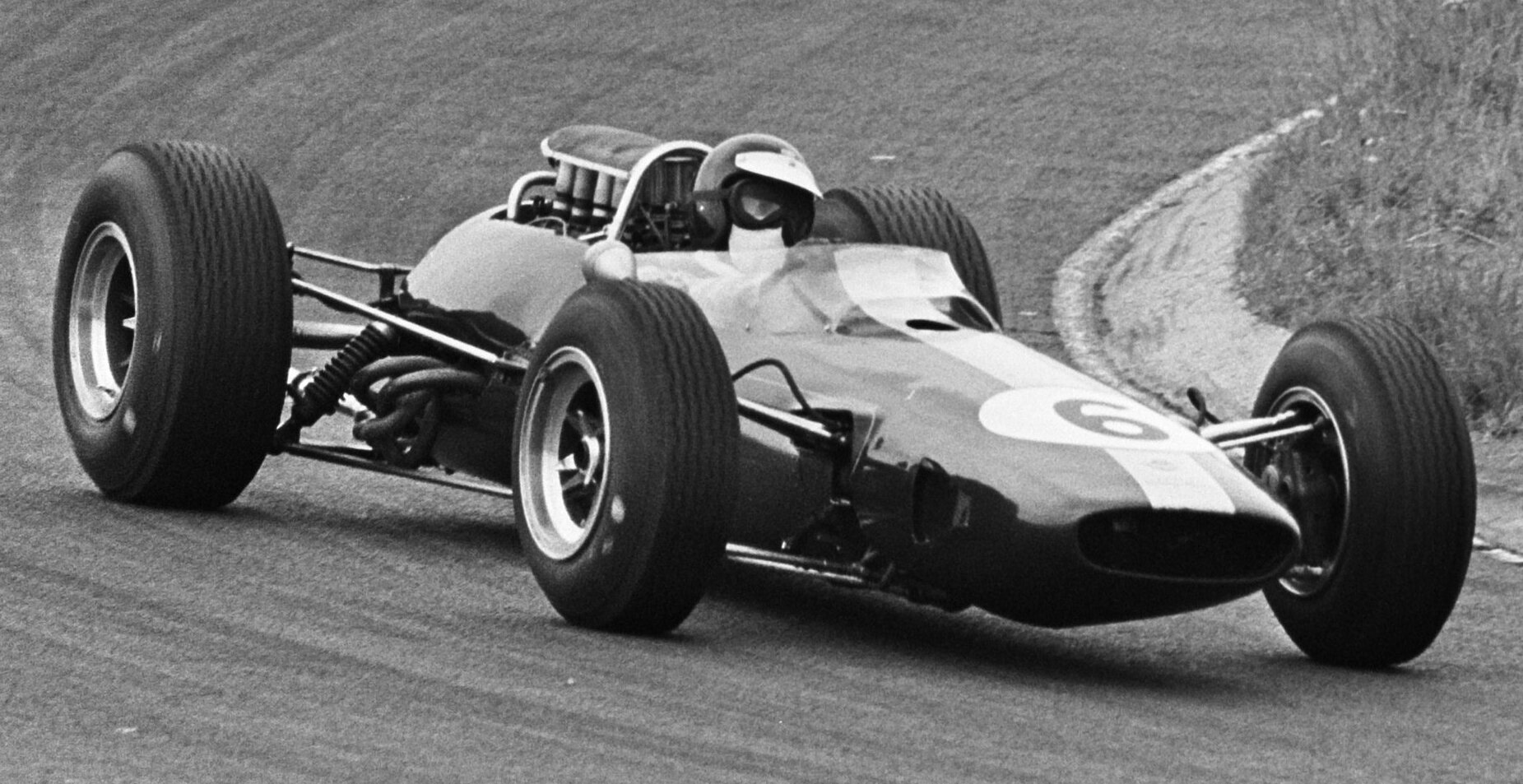
Sur sa Lotus 33, Jim Clark (vu ici à Zandvoort) s'est une nouvelle fois mis en évidence en s'octroyant la pole position.

| Pos. | Pilote              | Écurie         | Temps         | Écart    | Commentaire                                |
| ---- | ------------------- | -------------- | ------------- | -------- | ------------------------------------------ |
| 1    | Jim Clark           | Lotus-Climax   | 1 min 56 s 17 |          | temps réalisé le samedi                    |
| 2    | Dan Gurney          | Brabham-Climax | 1 min 56 s 24 | + 0 s 07 | temps réalisé le vendredi                  |
| 3    | Richie Ginther      | Honda          | 1 min 56 s 48 | + 0 s 31 | temps réalisé le vendredi                  |
| 4    | Ronnie Bucknum      | Honda          | 1 min 56 s 77 | + 0 s 60 | temps réalisé le vendredi                  |
| 5    | Jack Brabham        | Brabham-Climax | 1 min 56 s 78 | + 0 s 61 | temps réalisé le vendredi                  |
| 6    | Graham Hill         | BRM            | 1 min 57 s 06 | + 0 s 89 | temps réalisé le vendredi                  |
| 7    | Mike Spence         | Lotus-Climax   | 1 min 57 s 22 | + 1 s 05 | temps réalisé le vendredi                  |
| 8    | Lorenzo Bandini     | Ferrari        | 1 min 57 s 31 | + 1 s 14 | temps réalisé le samedi                    |
| 9    | Jackie Stewart      | BRM            | 1 min 57 s 53 | + 1 s 36 | temps réalisé le samedi                    |
| 10   | Moisés Solana       | Lotus-Climax   | 1 min 57 s 55 | + 1 s 38 | temps réalisé le samedi                    |
| 11   | Joseph Siffert      | Brabham-BRM    | 1 min 57 s 94 | + 1 s 77 | temps réalisé le vendredi                  |
| 12   | Joakim Bonnier      | Brabham-Climax | 1 min 58 s 22 | + 2 s 05 | temps réalisé le vendredi                  |
| 13   | Ludovico Scarfiotti | Ferrari        | 1 min 58 s 93 | + 2 s 76 | temps réalisé le vendredi                  |
| 14   | Pedro Rodríguez     | Ferrari        | 1 min 59 s 06 | + 2 s 89 | temps réalisé le vendredi, égalé le samedi |
| 15   | Bruce McLaren       | Cooper-Climax  | 1 min 59 s 15 | + 2 s 98 | temps réalisé le samedi                    |
| 16   | Jochen Rindt        | Cooper-Climax  | 1 min 59 s 30 | + 3 s 13 | temps réalisé le samedi                    |
| 17   | Richard Attwood     | Lotus-BRM      | 2 min 00 s 61 | + 4 s 44 | temps réalisé le samedi                    |
| 18   | Bob Bondurant       | Lotus-BRM      | 2 min 00 s 80 | + 4 s 63 | temps réalisé le samedi                    |
| 19   | Innes Ireland       | Lotus-BRM      | 2 min 02 s 36 | + 6 s 19 | temps réalisé le vendredi                  |

## Grille de départ
| 1re ligne |                               | Pos. 2                        |                               | Pos. 1                          |
|           |                               | Gurney Brabham 1 min 56 s 24  |                               | Clark Lotus 1 min 56 s 17       |
| 2e ligne  | Pos. 4                        |                               | Pos. 3                        |                                 |
|           | Brabham 1 min 56 s 78         |                               | Ginther Honda 1 min 56 s 48   |                                 |
| 3e ligne  |                               | Pos. 6                        |                               | Pos. 5                          |
|           |                               | Spence Lotus 1 min 57 s 22    |                               | G. Hill BRM 1 min 57 s 06       |
| 4e ligne  | Pos. 8                        |                               | Pos. 7                        |                                 |
|           | Stewart BRM 1 min 57 s 53     |                               | Bandini Ferrari 1 min 57 s 31 |                                 |
| 5e ligne  |                               | Pos. 10                       |                               | Pos. 9                          |
|           |                               | Bucknum Honda 1 min 57 s 88   |                               | Solana Lotus 1 min 57 s 55      |
| 6e ligne  | Pos. 12                       |                               | Pos. 11                       |                                 |
|           | Bonnier Brabham 1 min 58 s 22 |                               | Siffert Brabham 1 min 57 s 94 |                                 |
| 7e ligne  |                               | Pos. 14                       |                               | Pos. 13                         |
|           |                               | McLaren Cooper 1 min 59 s 15  |                               | Rodríguez Ferrari 1 min 59 s 06 |
| 8e ligne  | Pos. 16                       |                               | Pos. 15                       |                                 |
|           | Attwood Lotus 2 min 00 s 61   |                               | Rindt Cooper 1 min 59 s 30    |                                 |
| 9e ligne  |                               | Pos. 17                       |                               |                                 |
|           |                               | Bondurant Lotus 2 min 00 s 80 |                               |                                 |

## Déroulement de la course

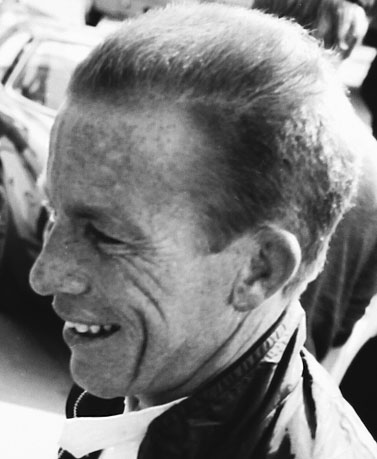
Richie Ginther a mené la course de bout en bout.

Le départ est donné le dimanche après-midi sous un très chaud soleil. Exploitant parfaitement la puissance de sa Honda, Richie Ginther effectue un excellent démarrage et se faufile entre la Lotus de Jim Clark et la Brabham de Dan Gurney (placées devant lui sur la grille) pour aborder le premier virage en tête. Clark semble en difficulté et c'est Jackie Stewart, également très bien parti sur sa BRM, qui occupe la deuxième place. Le jeune pilote écossais est cependant déjà distancé par la monoplace japonaise qui lorsqu'elle aborde l'épingle, à l'autre bout du circuit, compte déjà une cinquantaine de mètres d'avance sur le peloton de chasse. Ginther repasse devant le poste de chronométrage avec près de trois secondes d'avance sur Stewart, qui est talonné par la Lotus de Mike Spence, qui a dépassé Gurney. La Ferrari de Lorenzo Bandini vient ensuite tandis que Jack Brabham, qui était dans son sillage, regagne son stand pour un long arrêt, tentant de remédier à une importante fuite d'huile. Légèrement détachées, la BRM de Graham Hill et la Ferrari de Pedro Rodríguez, roues dans roues, se disputent la sixième place. Le moteur de Clark manque de puissance et le champion du monde s'est fait déborder de toutes parts et n'occupe que la dixième place, derrière la Brabham de Joseph Siffert et la Cooper de Bruce McLaren. L'écart sur ses poursuivants est tel que Ginther pense que sa voiture a déversé de l'huile sur la piste et que ses principaux adversaires ont effectué un tête-à-queue ! Il n'en est rien et, après un deuxième tour relativement prudent (d'autant que la monoplace de Brabham a quelque peu souillé d'huile la trajectoire), le pilote californien adopte une cadence soutenue. Spence a dépassé Stewart pour le gain de la deuxième place, alors que Gurney s'est rapproché. Seul Spence soutient le rythme de la Honda de tête en ce début de course. Après cinq tours, l'écart entre les deux premiers est de trois secondes et demie, Stewart étant déjà trois secondes plus loin, précédant Gurney d'une cinquantaine de mètres. Hill a dépassé Bandini et se rapproche bientôt d'eux. Il parvient à dépasser Gurney au cours du septième tour. Une boucle plus tard, tous deux dépassent Stewart dont l'embrayage commence à patiner. Après dix tours, alors que Clark a abandonné, moteur cassé, Ginther a très légèrement augmenté son avance sur Spence, maintenant supérieure à quatre secondes. Six secondes plus loin, Hill et Gurney se disputent la troisième place, s'étant détachés de Stewart. Un peu plus loin, les deux Ferrari de Bandini et Rodríguez sont roues dans roues, échangeant continuellement leurs positions. Gurney essaie à plusieurs reprises de passer Hill au freinage de l'épingle ; il y parvient à la troisième tentative, prenant la troisième place. Il se trouve alors à plus de quatre secondes de Spence mais va revenir rapidement sur lui, lui reprenant une seconde au tour. Il le rattrape et le dépasse au cours du dix-septième tour, mais au suivant le pilote britannique reprend l'avantage. Spence ne va cependant pas résister bien longtemps à son adversaire, qui récupère la deuxième place au début du vingtième tour et se détache immédiatement de la Lotus. Il se trouve alors à un peu plus de huit secondes de Ginther. Hill est toujours quatrième, quelques secondes derrière Spence tandis que Stewart, cinquième, n'est pas parvenu à rester au contact de son coéquipier. Un peu plus loin, Bandini et Rodríguez se livrent un duel très serré pour la sixième place.
Malgré ses efforts, Gurney ne parvient pas à rattraper son retard sur Ginther, l'écart entre les deux hommes de tête restant stable. Spence est lâché mais conserve une petite marge sur Hill, alors que Stewart, toujours en difficulté avec son embrayage, a été rattrapé par Rodríguez, qui a quelque peu distancé Bandini. Un instant cinquième, le jeune Mexicain va cependant être retardé par des problèmes d'allumage qui  vont l'obliger, au stade de la mi-course, à regagner son stand pour un très long arrêt. Aussitôt après, Bandini dérape et endommage le nez de sa voiture sur les pneus bordant la piste ; le remplacement de la pièce endommagée coûtera plus d'un tour (et toute chance d'obtenir un bon résultat) au pilote italien. Un peu plus tard, Stewart, qui venait de céder la cinquième place à Siffert, est définitivement lâché par son embrayage et renonce. Moisés Solana, qui après un départ prudent a nettement accéléré sa cadence, se retrouve sixième au volant de sa Lotus, assez loin toutefois de Siffert. La piste est maintenant parfaitement propre et le rythme des deux hommes de tête est maintenant très élevé. Ginther et Gurney améliorent sans cesse le record du circuit mais jusqu'au cinquantième tour l'écart entre la Honda et la Brabham ne varie guère. Isolé en troisième position, Spence est maintenant à une demi-minute du leader et compte près de vingt secondes d'avance sur Hill. Solana est désormais parmi les plus rapides et vient de dépasser Siffert pour le gain de la cinquième place. Une panne d'allumage va cependant mettre un terme à la prestation du pilote mexicain, au grand désespoir de son public. Hill abandonne presque aussitôt, son moteur s'étant subitement tu. Siffert est maintenant quatrième, loin devant la Honda de Ronnie Bucknum et la Lotus de Richard Attwood, ce dernier comptant un tour de retard. Cependant, après avoir battu à plusieurs reprises le record du tour, Gurney est revenu à moins de trois secondes de Ginther. Celui-ci a toutefois suffisamment de ressources pour maintenir cet écart jusqu'à l'arrivée, remportant sa première victoire en grand Prix devant un très méritant Dan Gurney . C'est également un triomphe pour Honda, qui parvient à s'imposer un an après ses débuts en Grand Prix, ainsi que pour Goodyear, les voitures chaussées par le manufacturier américain terminant aux deux premières places. Troisième, Spence obtient son meilleur résultat en championnat du monde, devant Siffert, une nouvelle fois le meilleur représentant des écuries privées.

### Classements intermédiaires
Classements intermédiaires des monoplaces aux premier, cinquième, dixième, quinzième, vingtième, trentième, quarantième, cinquantième et soixantième tours,.

### Classement de la course

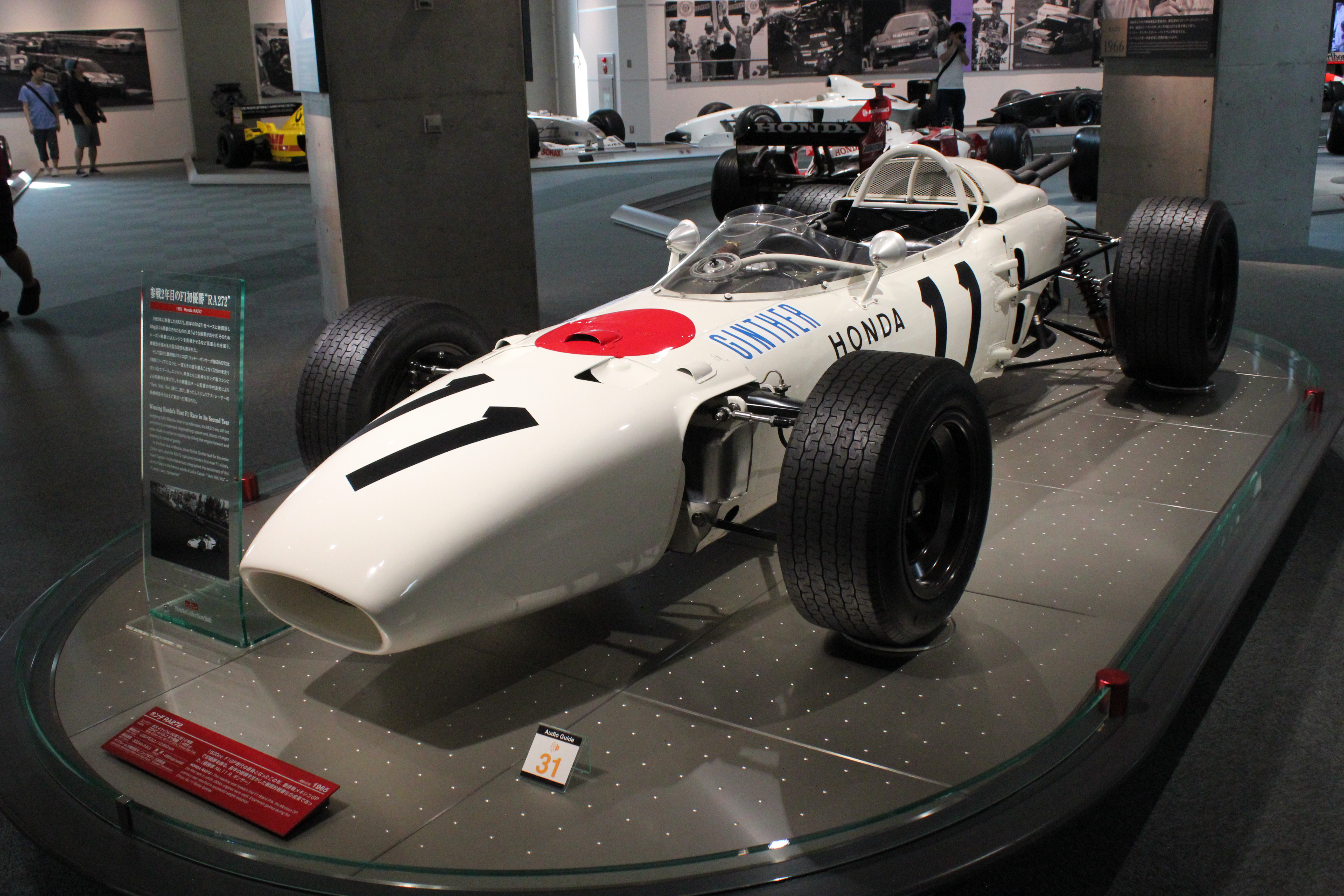
La Honda RA272 de Richie Ginther a terminé victorieusement la saison 1965.

| Pos  | N° | Pilote              | Écurie         | Tours | Temps/Abandon                        | Grille | Points |
| ---- | -- | ------------------- | -------------- | ----- | ------------------------------------ | ------ | ------ |
| 1    | 11 | Richie Ginther      | Honda          | 65    | 2 h 08 min 32 s 10                   | 3      | 9      |
| 2    | 8  | Dan Gurney          | Brabham-Climax | 65    | 2 h 08 min 34 s 99 (+ 2 s 89)        | 2      | 6      |
| 3    | 6  | Mike Spence         | Lotus-Climax   | 65    | 2 h 09 min 32 s 25 (+ 1 min 00 s 15) | 6      | 4      |
| 4    | 16 | Jo Siffert          | Brabham-BRM    | 65    | 2 h 10 min 26 s 52 (+ 1 min 54 s 42) | 11     | 3      |
| 5    | 12 | Ronnie Bucknum      | Honda          | 64    | 2 h 08 min 44 s 81 (+ 1 tour)        | 10     | 2      |
| 6    | 21 | Richard Attwood     | Lotus-BRM      | 64    | 2 h 10 min 29 s 65 (+ 1 tour)        | 17     | 1      |
| 7    | 14 | Pedro Rodríguez     | Ferrari        | 62    | + 3 tours                            | 14     |        |
| 8    | 2  | Lorenzo Bandini     | Ferrari        | 62    | + 3 tours                            | 7      |        |
| Abd. | 3  | Graham Hill         | BRM            | 56    | Moteur                               | 5      |        |
| Abd. | 18 | Moises Solana       | Lotus-Climax   | 55    | Allumage                             | 9      |        |
| Abd. | 15 | Jo Bonnier          | Brabham-Climax | 43    | Suspension                           | 12     |        |
| Abd. | 10 | Jochen Rindt        | Cooper-Climax  | 39    | Allumage                             | 16     |        |
| Abd. | 7  | Jack Brabham        | Brabham-Climax | 38    | Fuite d'huile                        | 14     |        |
| Abd. | 4  | Jackie Stewart      | BRM            | 35    | Embrayage                            | 8      |        |
| Abd. | 22 | Bob Bondurant       | Lotus-BRM      | 29    | Suspension                           | 18     |        |
| Abd. | 9  | Bruce McLaren       | Cooper-Climax  | 25    | Boîte de vitesses                    | 15     |        |
| Abd. | 5  | Jim Clark           | Lotus-Climax   | 8     | Moteur                               | 1      |        |
| Np.  | 24 | Ludovico Scarfiotti | Ferrari        |       | Non partant                          |        |        |
| Np.  | 22 | Innes Ireland       | Lotus-BRM      |       | Non partant                          |        |        |

Légende :
- Abd.=Abandon - Np.=Non partant

### Pole position et record du tour
- Pole position :  Jim Clark (Lotus) en 1 min 56 s 17 (vitesse moyenne : 154,945 km/h). Temps réalisé lors de la séance d'essais du samedi 23 octobre[1].
- Meilleur tour en course :  Dan Gurney (Brabham) en 1 min 55 s 84 (vitesse moyenne : 155,387 km/h) au cinquante-septième tour.

#### Évolution du record du tour en course
Le meilleur tour fut amélioré seize fois au cours de l'épreuve.

### Tours en tête
- Richie Ginther : 65 tours (1-65)

## Classement final du championnat du monde
- Attribution des points : 9, 6, 4, 3, 2, 1 respectivement aux six premiers de chaque épreuve.
- Pour la coupe des constructeurs, même barème et seule la voiture la mieux classée de chaque équipe inscrit des points.
- Seuls les six meilleurs résultats sont comptabilisés. Graham Hill doit donc décompter les deux points acquis en Belgique, les deux points acquis en France et les trois acquis aux Pays-Bas et Jackie Stewart doit décompter le point marqué en Afrique du Sud. Pour la coupe des constructeurs, Lotus-Climax doit décompter les quatre points marqués au Mexique ; BRM doit décompter les quatre points marqués en Afrique du Sud, les six marqués aux Pays-Bas et les six marqués en Allemagne ; Brabham-Climax doit déduire celui les trois points acquis en France et celui acquis en Grande-Bretagne et Ferrari le point acquis en Allemagne.
- Le règlement permet aux pilotes de se relayer sur une même voiture, les points éventuellement acquis étant alors perdus pour pilotes et constructeur
- Sur onze manches qualificatives prévues pour le championnat du monde 1965, dix ont été maintenues au calendrier, les organisateurs du Grand Prix d'Autriche (programmé le 22 août) ayant pris en février la décision d'annuler l'épreuve[17].

| Pos. | Pilote          | Écurie  | Points  | AFS | MON | BEL | FRA | GBR | NL  | ALL | ITA | USA | MEX |
| ---- | --------------- | ------- | ------- | --- | --- | --- | --- | --- | --- | --- | --- | --- | --- |
| 1    | Jim Clark       | Lotus   | 54      | 9   | -   | 9   | 9   | 9   | 9   | 9   | -   | -   | -   |
| 2    | Graham Hill     | BRM     | 40 (47) | 4   | 9   | (2) | (2) | 6   | (3) | 6   | 6   | 9   | -   |
| 3    | Jackie Stewart  | BRM     | 33 (34) | (1) | 4   | 6   | 6   | 2   | 6   | -   | 9   | -   | -   |
| 4    | Dan Gurney      | Brabham | 25      | -   | -   | -   | -   | 1   | 4   | 4   | 4   | 6   | 6   |
| 5    | John Surtees    | Ferrari | 17      | 6   | 3   | -   | 4   | 4   | -   | -   | -   | -   | -   |
| 6    | Lorenzo Bandini | Ferrari | 13      | -   | 6   | -   | -   | -   | -   | 1   | 3   | 3   | -   |
| 7    | Richie Ginther  | Honda   | 11      | -   | -   | 1   | -   | -   | 1   | -   | -   | -   | 9   |
| 8    | Mike Spence     | Lotus   | 10      | 3   | -   | -   | -   | 3   | -   | -   | -   | -   | 4   |
|      | Bruce McLaren   | Cooper  | 10      | 2   | 2   | 4   | -   | -   | -   | -   | 2   | -   | -   |
| 10   | Jack Brabham    | Brabham | 9       | -   | -   | 3   | -   | -   | -   | 2   | -   | 4   | -   |
| 11   | Denny Hulme     | Brabham | 5       | -   | -   | -   | 3   | -   | 2   | -   | -   | -   | -   |
|      | Joseph Siffert  | Brabham | 5       | -   | 1   | -   | 1   | -   | -   | -   | -   | -   | 3   |
| 13   | Jochen Rindt    | Cooper  | 4       | -   | -   | -   | -   | -   | -   | 3   | -   | 1   | -   |
| 14   | Pedro Rodríguez | Ferrari | 2       | -   | -   | -   | -   | -   | -   | -   | -   | 2   | -   |
|      | Ronnie Bucknum  | Honda   | 2       | -   | -   | -   | -   | -   | -   | -   | -   | -   | 2   |
|      | Richard Attwood | Lotus   | 2       | -   | -   | -   | -   | -   | -   | -   | 1   | -   | 1   |

| Pos. | Écurie         | Points  | AFS | MON | BEL | FRA | GBR | NL  | ALL | ITA | USA | MEX |
| ---- | -------------- | ------- | --- | --- | --- | --- | --- | --- | --- | --- | --- | --- |
| 1    | Lotus-Climax   | 54 (58) | 9   | -   | 9   | 9   | 9   | 9   | 9   | -   | -   | (4) |
| 2    | BRM            | 45 (61) | (4) | 9   | 6   | 6   | 6   | (6) | (6) | 9   | 9   | -   |
| 3    | Brabham-Climax | 27 (31) | -   | -   | 3   | (3) | (1) | 4   | 4   | 4   | 6   | 6   |
| 4    | Ferrari        | 26 (27) | 6   | 6   | -   | 4   | 4   | -   | (1) | 3   | 3   | -   |
| 5    | Cooper-Climax  | 14      | 2   | 2   | 4   | -   | -   | -   | 3   | 2   | 1   | -   |
| 6    | Honda          | 11      | -   | -   | 1   | -   | -   | 1   | -   | -   | -   | 9   |
| 7    | Brabham-BRM    | 5       | -   | 1   | -   | 1   | -   | -   | -   | -   | -   | 3   |
| 8    | Lotus-BRM      | 2       | -   | -   | -   | -   | -   | -   | -   | 1   | -   | 1   |

## À noter
- 1re victoire en championnat du monde pour Richie Ginther.
- 1re victoire en championnat du monde pour Honda en tant que constructeur.
- 1re victoire en championnat du monde pour Honda en tant que motoriste.
- 1ers points en championnat du monde pour Ronnie Bucknum.
- 1re victoire en championnat du monde de Formule 1 pour le manufacturier de pneumatiques Goodyear.